# Davis Hughes
Sir Davis Hughes (* 24. November 1910 in Launceston, Tasmanien; † 16. März 2003 in Erina, New South Wales) war ein australischer Politiker der Country Party, der unter anderem Mitglied der New South Wales Legislative Assembly, des Unterhauses des Parlaments dieses Bundesstaates, sowie mehrmals Minister war. Er fungierte zudem zwischen 1973 und 1978 als Generalagent für New South Wales im Vereinigten Königreich.

## Leben
Davis Hughes, Sohn von Francis Hughes und Ruby Jones, absolvierte nach dem Besuch der Launceston High School ein Lehramtsstudium am Phillip Smith Teachers’ College in Hobart sowie an der University of Newcastle und war nach dessen Abschluss zwischen 1927 und 1935 als Schullehrer an der Caulfield Grammar School in Melbourne tätig. 1936 trat er in die Royal Australian Air Force (RAAF) ein und nahm als Major und Staffelführer (Squadron Leader) zwischen 1939 und 1945 am Zweiten Weltkrieg teil. Nach Kriegsende begann er 1945 seine politische Laufbahn für die Country Party in der Kommunalpolitik als Mitglied des Stadtrates von Armidale, dem er bis 1950 angehörte. Hauptberuflich war er zwischen 1947 und 1950 Oberlehrer für Wissenschaften und Rektor der dortigen 1894 gegründeten Armidale School.
Als Nachfolger des zum Mitglied des Australischen Repräsentantenhauses gewählten David Drummond wurde Hughes bei der dadurch erforderlichen Nachwahl (By-election) im Wahlkreis „Armidale“ zum Mitglied der New South Wales Legislative Assembly gewählt, des Unterhauses des Parlaments dieses Bundesstaates, und gehörte dieser vom 11. Februar 1950 bis zum 14. Januar 1953 an, woraufhin Jim Cahill von der Labor Party neuer Abgeordneter wurde. Nach seinem Ausscheiden aus dem Parlament war er von 1954 bis 1956 Bürgermeister von Armidale. Er war von 1954 bis 1956 auch Mitglied des Vorstandes sowie als Nachfolger von Michael Bruxner von 1958 bis zu seiner Ablösung durch Charles Cutler Vorsitzender der County Party von New South Wales.
Als Nachfolger von Jim Cahill wurde Davis Hughes am 3. März 1959 abermals Mitglied der Legislativversammlung und vertrat den Wahlkreis „Armidale“ nunmehr nach seinen Wiederwahlen am 21. März 1959, 5. Februar 1962, 3. März 1962, 1. Mai 1965, 24. Februar 1968 und am 13. Februar 1971 bis zum 17. Januar 1973, woraufhin sein Parteifreund David Leitch zum neuen Abgeordneten gewählt wurde. Während der Amtszeit von Premierminister Robert Askin fungierte er vom 13. Mai 1965 bis zum 17. Januar 1973 als Minister für öffentliche Arbeiten. Darüber hinaus war er zwischen dem 21. Mai und dem 29. Juni 1971 sowie noch einmal vom 6. Mai bis zum 11. Juni 1972 auch kommissarischer Minister für Dezentralisierung und Entwicklung. 1968 löste er Bill Chaffey als stellvertretender Vorsitzender der County Party von New South Wales ab und hatte diese Funktion bis zu seiner Ablösung durch Leon Punch 1973 inne. Nach seinem Ausscheiden aus Parlament und Regierung übernahm er 1973 von Jock Pagan den Posten als Generalagent für New South Wales im Vereinigten Königreich und war damit bis zu seiner Ablösung durch Peter Valkenburg 1978 Generalbevollmächtigter des Bundesstaates in London. In Anerkennung seiner Verdienste wurde er bei den New Year Honours am 1. Januar 1975 als Knight Bachelor (Kt) geadelt, so dass er fortan das Prädikat „Sir“ führte.
Aus seiner am 6. Juli 1940 Joan Philip Johnson geschlossenen Ehe gingen ein Sohn und zwei Töchter.